# Куаутемок (стадіон)
«Естадіо Куаутемок» (ісп. Estadio Cuauhtémoc) — стадіон, що знаходиться у місті Пуебла, Мексика. Назва стадіону походить від імені Куаутемока, останнього тлатоані держави ацтеків.
Стадіон є домашньою ареною для футбольного клубу «Пуебла» з 1968 року. Після реконструкції 2015 року місткість арени становить 51 726 глядачів, що робить його п'ятим стадіоном за цим показником в Мексиці. Інша команда Пуебла «Лобос БУАП» також проводила свої матчі на стадіоні Куаутемок. Стадіон приймав у себе матчі двох чемпіонатів світу з футболу — 1970 та 1986 років, а також Літні Олімпійські ігри 1968. Арена розташована поблизу автотраси Пуебла-Веракрус, по сусідству з бейсбольним стадіоном Эрманос Сердан.

## Історія
Стадіон «Куаутемок» побудували за проєктом мексиканського архітектора Педро Раміреса Васкеса, який також працював над зведенням найбільшого стадіону країни стадіону «Ацтека».
Відкриття стадіону відбулося 6 жовтня 1968 року перед самим початком Літніх Олімпійських ігор 1968 року. Назву стадіон отримав завдяки мексиканській пивоварні «Cuauhtémoc-Moctezuma», що вклала чималі кошти в його зведення. Будівництво арени тривало протягом 500 днів, робочі зміни часто становили 16-18 годин, щоб встигнути до початку Олімпійських ігор.
6 жовтня 1968 року в матчі-відкриття збірна Мексики зіграла внічию 1:1 зі збірною Чехословаччини. Перший гол був забитий мексиканцем Ісідоро Діасом, а чехословаки зрівняли рахунок зусиллями Павела Штратила. Після цього в рамках Олімпіади на турнірі пройшло сім матчів.
У перші роки існування місткість стадіону становила близько 35 000 глядачів, яка була збільшена в 1985 році при підготовці до чемпіонату світу з футболу 1986 року. Зі зведенням нового ярусу стадіон «Куаутемок» став вміщати 42 648 осіб, а на деяких подіях і концертах збиралося понад 50 000 глядачів.

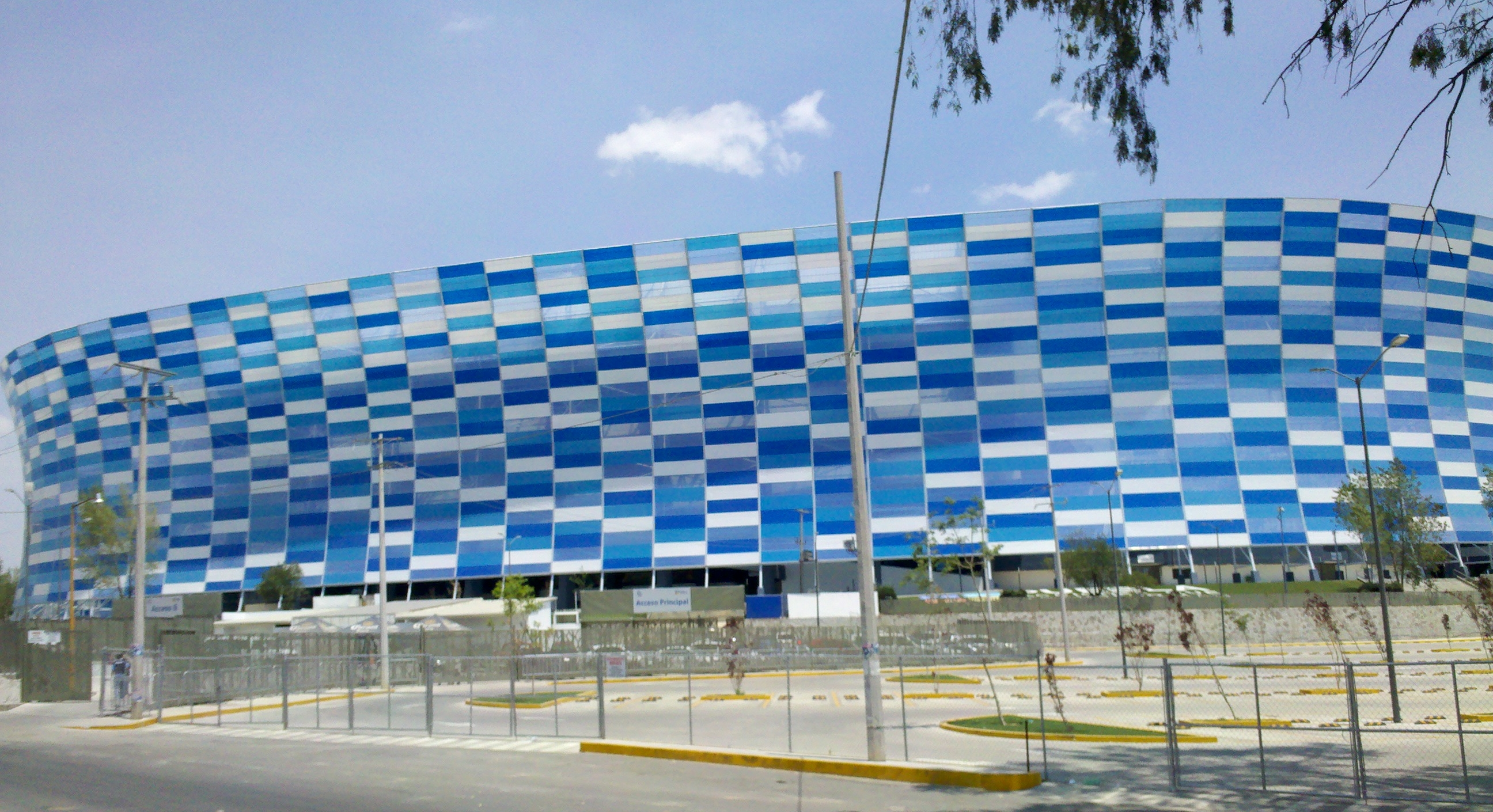
Фасад стадіону після реконструкції 2015 року

### Чемпіонат світу з футболу 1970
Стадіон «Куаутемок» служив фактично домашнім для збірної Уругваю під час чемпіонату світу 1970 року. У першій грі, 2 червня, уругвайці обіграли (2:0) збірну Ізраїлю. Другий матч Уругваю на цій арені закінчився нічиєю (0:0) з Італією. В останній грі групового етапу, 10 червня, уругвайці поступилися шведам (0:1).

### Чемпіонат світу з футболу 1986
На чемпіонаті світу 1986 року на стадіоні пройшло 5 матчів. Чинний чемпіон світу збірна Італії зіграла тут 2 матчі групового турніру: 5 липня внічию (1:1) з Аргентиною, за яку забив Марадона, а 10 червня обіграла Південну Корею (3:2).
В 1/8 фіналу, 16 червня, на стадіоні аргентинці обіграли уругвайців (1:0), в чвертьфіналі 22 червня, Бельгія змогла подолати опір іспанців в серії пенальті, за грою спостерігала максимальна кількість глядачів для стадіону на цьому турнірі (45 000), а в матчі за третє місце, французька збірна на цій арені здобула бронзові нагороди, перемігши бельгійців 4:2.

### Реконструкція 2015 року
5 грудня 2013 року було оголошено про реконструкцію стадіону «Куаутемок» з боку Уряду штату Пуебла.
Після реконструкції, закінченої в грудні 2015 року, кількість місць збільшилася з 42 000 до 51 726.

## Матчі міжнародних турнірів

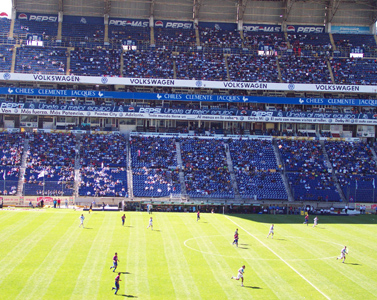

| Дата           | Матч                 | Глядачі |
| -------------- | -------------------- | ------- |
| 13 жовтня 1968 | Франція 1-0 Гвінея   | 10 000  |
| 15 жовтня 1968 | Гвінея1-1 Колумбія   | 10 000  |
| 17 жовтня 1968 | Колумбія 1-4 Франція | 10 000  |

| Дата           | Матч                 | Глядачі |
| -------------- | -------------------- | ------- |
| 14 жовтня 1968 | Японія 3-1 Нігерія   | 10 000  |
| 16 жовтня 1968 | Бразилія 1-1 Японія  | 10 000  |
| 18 жовтня 1968 | Бразилія 3-3 Нігерія | 10 000  |

| Дата           | Матч                | Глядачі |
| -------------- | ------------------- | ------- |
| 20 жовтня 1968 | Мексика 2-0 Іспанія | 10 000  |

| Дата           | Матч                | Глядачі |
| -------------- | ------------------- | ------- |
| 2 червня 1970  | Уругвай 2-0 Ізраїль | 20 659  |
| 6 червня 1970  | Уругвай 0-0 Італія  | 29 968  |
| 10 червня 1970 | Швеція 1-0 Уругвай  | 18 163  |

| Дата           | Матч                             | Глядачі |
| -------------- | -------------------------------- | ------- |
| 5 червня 1986  | Італія 1-1 Аргентина             | 32 000  |
| 10 червня 1986 | Південна Корея 2-3 Італія        | 20 000  |
| 16 червня 1986 | Аргентина 1-0 Уругвай            | 26 000  |
| 22 червня 1986 | Іспанія 1-1(по пен. 4-5) Бельгія | 45 000  |
| 28 червня 1986 | Франція 4-2 Бельгія              | 21 000  |

## Турніри, що проводилися на стадіоні
- Літні Олімпійські ігри 1968
- Чемпіонат світу з футболу 1970
- Чемпіонат світу з футболу серед молодіжних команд 1983
- Чемпіонат світу з футболу 1986
- Кубок чемпіонів КОНКАКАФ
- Міжамериканський кубок
- Чемпіонат КОНКАКАФ серед молодіжних команд 2013